# Agelescape dunini
Agelescape dunini  (лат.) — вид воронковых пауков рода Agelescape из семейства Agelenidae. Закавказье: Азербайджан.

## Описание
Среднего размера пауки, длина самцов до 8,55 мм, самок до 11,2 мм. Длина головогруди самца 3,95 мм (ширина 2,7 мм). Длина головогруди самки 4,3 мм (ширина 3 мм). Стернум серовато-коричневый, головогрудь красновато-жёлтая с серым узором. Хелицеры и ноги красновато-коричневые, брюшко желтовато-серое.
Вид Agelescape dunini был впервые описан в 2005 году арахнологами Элхином Гусейновым (Elchin F. Guseinov, Институт зоологии АН Азербайджана, Баку, Азербайджан), Юрием М. Марусиком (Институт биологических проблем Севера ДВО РАН, Магадан, Россия) и Сеппо Копоненом (Seppo Koponen, Zoological Museum, University of Turku, Турку, Финляндия) вместе с видами A. caucasica, A. levyi и A. talyshica Guseinov, Marusik & Koponen, 2005.
Таксон Agelescape dunini включён в род Agelescape вместе с видами A. affinis (Kulczynski, 1911), A. gideoni Levy, 1996 и A. livida (Simon, 1875). Видовое название A. dunini дано в честь первого азербайджанского аранеолога Петра Михайловича Дунина.